# Dowód z racji dostatecznej
Dowód z racji dostatecznej, dowód kosmologiczny z racji dostatecznej – rodzaj kosmologicznego argumentu na rzecz istnienia Boga, obok dowodu z przygodności.

## Sformułowanie

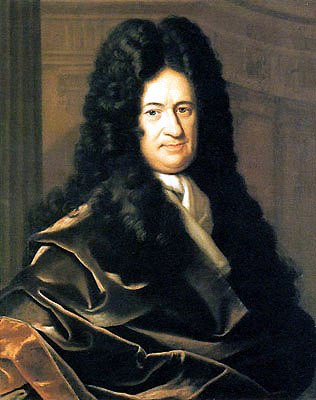
Argument z racji dostatecznej pojawia się w pracach Leibniza

Argument z racji dostatecznej pojawia się w pracach Leibniza i Clarke’a. Formułuje się go w sposób podobny do sformułowań dowodu z przygodności.
Wychodzi się od przesłanki, że każdy istniejący byt wymaga dla swego istnienia dostatecznej racji. Pozostają dwie możliwości umiejscowienia takiej racji: albo w samym rozpatrywanym bycie, albo też poza nim. Ponieważ żadna znana rzecz we Wszechświecie nie posiada w sobie dostatecznej racji swego istnienia, racje istnienia tychże muszą spoczywać poza nimi, na zewnątrz tych rzeczy, tworzących razem Wszechświat. Ten ostatni jest natomiast tylko zbiorem różnych rzeczy, niczym więcej. A skoro tak, to powstaje pytanie, gdzie znajduje się racja całego Wszechświata – mianowicie i ona musi znajdować się poza nim, jak racje wszystkich tworzących go rzeczy. Nie jest także możliwe, by racje dostateczne tworzyły ciąg nieskończony. Sytuacja taka wykluczałaby ostateczne wyjaśnienie rzeczy. Wobec tego istnieć musi taki byt, którego racja nie leży poza nim, na kolejnym szczeblu łańcucha, a w nim samym. Byłby to byt konieczny, a więc taki, którego nieistnienie nie byłoby możliwe.
Inaczej mówiąc, chodzi tu o to, że wszystko, co istnieje, wymaga wyjaśnienia, którego to wyjaśnienia samo w sobie nie dostarcza. Jak pisze Richard Taylor w Metaphysics, znaleziona w lesie przezroczysta kula dziwi znalazcę i jednocześnie domaga się, by wyjaśnić, skąd się ta pojawiła, sama jednak żadnego wyjaśnienia nie oferuje. Znalazca, nawet jeśli nie potrafi żadnego takiego wyjaśnienia podać, nie wątpi, że musi ono istnieć, odrzuca myśl, że kula sama z siebie zaczęła w tym lesie istnieć. Podobnie wszystko, co istnieje, wymaga wyjaśnienia tego istnienia. Nieistnienie czegoś natomiast się wyjaśnienia nie domaga, coś nie istnieje po prostu. Nie ma w lesie przezroczystej kuli i nie wymaga ten fakt żadnego wyjaśniania. To istnienie wymaga wyjaśnień.
Tak samo nie ma w świecie nic, co wyjaśniałoby istnienie świata, co odpowiadałoby na pytanie, czemu istnieje Wszechświat, czemu, jak pytał Leibniz, istnieje raczej coś niż nic. Skoro więc konieczne jest takie wyjaśnienie, a nie należy ono do świata, istnieć musi ono poza światem. Co więcej, winno ono wystarczać dla wyjaśnienia również istnienia siebie samego. Ten właśnie samowyjaśniający się byt utożsamiany bywa z Bogiem.

## Krytyka
Dowód z racji dostatecznej poddano krytyce, częściowo podobnej jak w przypadku argumentu z przygodności. Ten ostatni krytykowano, argumentując, że łańcuch bytów przygodnych po prostu istnieje, nie potrzebując odrębnego wyjaśnienia, że z danej cechy poszczególnych części danej całości nie wynika, że cecha ta przysługuje również tej całości, że już wyjaśnienie wszystkich części wyjaśnia tworzoną przez nie całość, że i stanowiący przyczynę wszystkiego innego Bóg również wymaga przyczyny oraz że istnienie przyczyny będącej bytem koniecznym nie oznacza od razu, że należy tę przyczynę utożsamić z Bogiem, w szczególności rozumianym tak, jak chcą tego religie monoteistyczne.
Istnieje ponadto odrębna krytyka samego dowodu z racji dostatecznej. Otóż zakłada on, że każdy istniejący byt musi mieć rację dostateczną, na co nie ma żadnego dowodu. Nie można tego stwierdzić empirycznie, na drodze doświadczenia, nie jest to też konieczna prawda logiczna czy aprioryczna. Jest to założenie przyjmowane przez niektórych autorów, któremu inni przeczą. Krytycy tej krytyki stwierdzają, że pogląd o istnieniu racji dostatecznych dla wszystkich przedmiotów jest przekonaniem bazowym, intuicyjnym, a także że opiera się na nim nauka, że absurdem byłoby domagać się jego uzasadnienia.
Oponenci wskazują tutaj, że przekonanie to w ogóle nie jest spójne. By pokazać jego niespójność, stosują je do całego Wszechświata. Wszechświat istnieje i wymaga wyjaśnienia swego istnienia. Albo to wyjaśnienie dalej wymaga wyjaśnienia, albo też nie wymaga. Wyjaśnienie wymagające dalszego wyjaśniania samo byłoby przygodne, co eliminowałoby je jako rację dostateczną przygodnego Wszechświata. Jeśli by to wyjaśnienie dalszego wyjaśniania nie wymagało, byłoby konieczne. Wyjaśniałoby zatem Wszechświat, efekt koniecznej racji, jako byt konieczny, a Wszechświat konieczny nie jest. Z wnioskiem tym nie zgadzają się zwolennicy argumentacji z racji dostatecznej, podając, że Bóg jako byt konieczny mógł, kierując się wolną wolą, wybierać, czy stworzyć Wszechświat, czy też nie, a więc byt konieczny może być przyczyną i wyjaśnieniem bytu przygodnego. Strona przeciwna wskazuje jednak, że skoro Bóg nie musiał świata stworzyć, to nie stanowi racji dostatecznej zaistnienia świata. Inni jeszcze autorzy podnoszą, że doskonałość Boga oznacza, że musiał stworzyć świat najlepszy z możliwych, a więc konieczny.
Inna krytyka argumentu z racji dostatecznej zauważa, że dostateczność racji jest subiektywna. Co jedna osoba uważa za dostateczne dla niej wyjaśnienia, inna za dostateczne wcale nie uważa, zależnie od swego światopoglądu. Przykładowo wyjaśnienia uznawane przez osobę o poglądzie ateistycznym będą inne, niż przyjmowane przez wyznawcę Boga, a jeszcze inne od osoby, która Boga utożsamia ze światem.
W końcu wskazuje się, że pogląd o konieczności istnienia racji dla wszystkich zjawisk obaliła już współczesna nauka, dokładniej mechanika kwantowa. Otóż zdarzenia kwantowe zachodzą bez żadnej przyczyny, bez żadnej zewnętrznej racji, więc istnieją pewne zjawiska bez racji czy przyczyny. Krytycy nie chcą jednak przystać na taką interpretację  mechaniki kwantowej, wskazując że nawet Albert Einstein nie chciał jej zaakceptować, co dało podstawę do jego sporu z Bohrem. Istotnie Einstein postulował niezupełność mechaniki kwantowej jako nieradzącej się z wytłumaczeniem pewnych przewidywanych zjawisk, np. kolapsu funkcji falowej. By uniknąć indeterminizmu, postulowano obecność zmiennych ukrytych, niedostępnych eksperymentowi właściwości cząstek, jednakże Bell udowodnił niezgodność takiego podejścia z mechaniką kwantową.